# 200 km à la ronde
200 km à la ronde est une émission de télévision présentée par Églantine Éméyé et diffusée sur France 5 depuis le 7 juin 2012. Le concept est de réussir à ne consommer que des produits alimentaires produits localement dans un périmètre de 200 km du lieu d'habitation de cinq familles de la région Midi-Pyrénées.

## Présentation
L'émission est constituée de six épisodes diffusés de manière hebdomadaire durant l'été 2012.